# 國史編纂委員會
國史編纂委員會（：／ Guksa pyeonchan wiwonhoe */?）是大韩民国政府為研究朝鲜半岛历史而設置的國家機構，現隸屬韩国教育部管轄，職司研究、搜集、整埋及推廣朝鮮歷史及史料的研究，已完成編纂的有《朝鮮王朝實錄》、《備邊司謄錄》、《承政院日記》、《高宗時代史》、《韓國獨立運動史》、《日帝侵略下韓國36年史》、《資料大韓民國史》、《韓國史》、《韓國史論》等史料。

## 沿革
1946年3月，申奭鎬等人接手朝鮮史編修會的資料，並在景福宮的緝敬堂設立國史館。1949年7月，國史館改編成為國史編纂委員會，隸屬文教部。

## 出版品
- 國史編纂委員會（국사편찬위원회）. . 探求堂圖書出版. 1971. ISBN 8820001895717 请检查|isbn=值 (帮助).。

## 歷代委員長
- 國史館長：申奭鎬
- 文教部部長兼委員長 (1949年3月- 1965年2月)
- 第1任：金聲均 (1965年2月20日-1969年10月1日)
- 第2任：金聲均 (1970年6月11日-1972年9月25日)
- 第3任：崔永喜 (1972年9月26日-1982年7月7日)
- 第4任：李賢鍾 (1982年7月8日-1984年1月10日)
- 第5任：朴永錫 (1984年2月15日-1994年7月14日)
- 第6任：李元淳 (1994年9月26日-1999年8月1日)
- 第7任：李成茂 (1999年8月2日-2003年5月3日)
- 第8任：李萬烈 (2003年6月4日-2006年8月8日)
- 第9任：柳英烈 (2006年8月9日-2008年3月7日)
- 第10任：鄭玉子[5] (2008年3月8日-2010年9月26日)
- 第11任：李泰鎭 (2010年9月27日-2013年9月26日)
- 第12任：柳永益 (2013年10月1日-2015年3月30日)
- 第13任：金貞培 (2015年3月30日-2017年6月10日)
- 第14任：趙珖 (2017年6月11日-2021年3月29日)
- 第15任：金仁傑 (2021年4月1日-)

## 外部連結
- 官方網址*（英文） （页面存档备份，存于）